# Сант'Елија (Лече)
Сант'Елија (итал. Sant'Elia) је насеље у Италији у округу Лече, региону Апулија.
Према процени из 2011. у насељу је живело 47 становника. Насеље се налази на надморској висини од 55 м.